# Пульс (альбом Korea)
«Пульс» — второй альбом металкор-группы Korea, выпущенный в 2007 году. Это последний альбом, записанный при участии басиста Стаса Рождественского и до смены названия группы на The Korea в 2010 году.

## История
Альбом вышел на лейбле Mazzar Records, прошедший сведение и мастеринг в датской Smart’n’Hard Studio (End of Days, HateSphere, Barcode) под бдительным контролем Jacob Bredahl. Записи проводились на студиях: DDT Studio, K-City Records Studio, Apollo Studio. 21 октября 2007 года в московском клубе «Точка» прошла презентация альбома.

## Список композиций
| №   | Название             | Длительность |
| --- | -------------------- | ------------ |
| 1.  | «Пандора»            |              |
| 2.  | «Пульс»              |              |
| 3.  | «Рисуй меня»         |              |
| 4.  | «Не останавливайся…» |              |
| 5.  | «Смерть умерла»      |              |
| 6.  | «001 шаги в осень»   |              |
| 7.  | «Старое радио»       |              |
| 8.  | «Солнце не взошло»   |              |
| 9.  | «Молчание»           |              |
| 10. | «Бездна»             |              |
| 11. | «Кварцевый свет»     |              |

## Состав
- Евгений Потехин — гитара, вокал, семплы
- Александр Кузнецов — гитара
- Станислав Рождественский — бас-гитара
- Сергей Кузнецов — ударные